# Index – Wort und Wirkung
Index – Wort und Wirkung (übliche Schreibweise: index, manchmal auch index (Wort und Wirkung)) ist ein unabhängiges Kollektiv aus Schweizer Autoren, das 2001 in Zürich gegründet wurde. Die Gruppe hat seither in Zürich zahlreiche Veranstaltungsreihen, Festivals, Ausstellungen und Auftritte realisiert. Seit 2010 organisiert Index zudem das Freiraum-Stipendium, ein Artist-in-Residence-Programm, das nicht nur Schriftstellern offensteht, sondern auch Kunstschaffenden aller Künste.

## Geschichte
Index wurde 2001 durch die Autoren Andreas Heusser und Marc Rychener in einer WG in Zürich gegründet und in Zusammenarbeit mit dem Autor und Sänger Mauro Guarise, der Künstlerin Cornelia Heusser und dem Grafiker Nicolas Häberli zu einem spartenübergreifenden Künstlerkollektiv aufgebaut.
Mit dem Festival der Künste (22./23. Juni 2002) auf dem Kanzleiareal in Zürich, an dem über 70 Kunstschaffende aus den Bereichen Bildende Kunst, Literatur, Musik, Film, Tanz und Theater mitwirkten, trat Index zum ersten Mal öffentlich in Erscheinung. Grössere Bekanntheit erreicht Index als Veranstalter des jährlichen Literaturfestivals Lyrik am Fluss, auf dessen Bühne – sie befand sich mitten in der Limmat – internationale Grössen und Newcomer aus der Literaturszene auftraten. Unter der Leitung von index avanciert das Festival bald zu „einer der wichtigsten Literaturveranstaltungen Zürichs“.
Anlässlich des zehnjährigen Jubiläums erschien im Salis Verlag die index-Anthologie Das habe ich mir grösser vorgestellt mit Texten von index aus und über Zürich. Die Buchpremiere fand am 29. Oktober 2011 im Zürcher Club Kaufleuten statt.

## Ziele und Struktur
Die Mitwirkenden werden zu keiner bestimmten politischen oder programmatischen Ausrichtung verpflichtet: im Vordergrund stehen der Netzwerk-Gedanke und Synergien. Der Austausch erfolgt durch regelmässige Werkstattgespräche, wo die Mitwirkenden ihre neuesten Projekte und Werke vorstellen und besprechen. 2004 wandelt sich Index formell zu einem Verein. Seither liegt der Fokus der Aktivitäten auf dem Bereich Literatur.

## Tätigkeiten

### Festivals
- Festival der Künste im Kanzleiareal, 2002
- Literaturfestival Lyrik am Fluss in der Badi Unterer Letten in Zürich, 2002–2005

### Veranstaltungsreihen
- Kino im Atelier, Themenkino (Programm: Andi Domke), im index-Atelier 2005–2010
- Words on Stage, Reihe für Literatur + Schauspiel, im Helsinki Klub 2006
- Mikro, Reihe für das Grosse im Kleinen, im index-Atelier 2006–2011
- Makro[5], Varieté-Reihe, in der Industriehalle Vulkanstrasse 2008
- Leise Reihe Wilde Beeren, Reihe für Kunst + Literatur, im Cabaret Voltaire 2011

### Inszenierungen
- Alpaufzug, thematische Gruppenlesung[6] im Theater Stok 2003
- Tango, thematische Gruppenlesung an den Tangofestwochen 2004
- Stadttage, thematische Gruppenlesung in der Rote Fabrik 2005
- index im Pornokino, Performance an den Dadafestwochen 2005
- Adventsgeschichtenmassaker, Performance im Perla-Mode 2006
- Geschichten aus dem Altersheim, thematische Gruppenlesung im Literaturhaus Zürich 2006
- Irgendwo in Texas, Bühnenduo, diverse Spielorte seit 2006
- index an der langen Nacht der kurzen Geschichten, thematische Gruppenlesung im Café Plüsch 2007
- Schreibbüro[7] Performance, diverse Auftritte u. a. am Zürcher Theater Spektakel 2004 und 2005 sowie am Zürich liest Festival 2011[8]

### Artist in Residence Programm
- Freiraum-Stipendium (seit 2010), in Zusammenarbeit mit der Wäscherei (Kunstverein Zürich) und dem Kunsthaus Aussersihl.

### Publikationen
- Das hab ich mir größer vorgestellt, Hg. von Blas Ulibarri, Lea Gottheil, Ulrike Ulrich, Salis-Verlag, Zürich 2011
- 60 Jahre Menschenrechte, Hg. von Svenja Hermann und Ulrike Ulrich, Salis-Verlag, Zürich 2008
- Lea Gottheil: Sommervogel, Arche Verlag Zürich 2009
- Martin Felder: 1000-Seiten-Roman, Literatur Quickie Verlag, Hamburg 2011
- Martin Felder: Die Blumen meiner Nachbarin, Edition Schwarzhandpresse, 2009
- Martin Felder: Meine Nachbarin, der Künstler, die Blumen und der Revolutionär, Salis Verlag, 2013
- Nathalie Schmid: Atlantis lokalisieren. Wolfbach Verlag, Zürich 2011
- Nathalie Schmid: Die Kindheit ist eine Libelle, Lyrikedition 2000 (Allitera), München 2005.
- Simon Froehling: Lange Nächte Tag, bilgerverlag, Zürich 2010
- Ulrike Ulrich: fern bleiben, Luftschacht Verlag Wien 2010
- Ulrike Ulrich: Hinter den Augen, Luftschacht Verlag Wien 2013

## Mitwirkende

### Kerngruppe (Autoren)
- Martin Felder
- Lea Gottheil
- Heike Henzmann
- Renate Leukert
- Annette Lory
- Gaël Roth
- Blas Ulibarri (Präsident 2010–2013)
- Ulrike Ulrich (Präsidentin 2008–2010, 2013–2015)
- Nora Zukker (Präsidentin, seit 2015)

Zum erweiterten Wirkkreis von Index zählen ausserdem Andi Domke, Boris Magrini, Cornelia Heusser, Mauro Guarise, Nicolas Haeberli, Jeri Dubno, Pascal Bosshard, Magdalena Kalbarczyk, Marco Baumgartner, Melanie Huber, Michael Räber, Reto Schweizer, Susana Lamas Docampo, Susanne Ruckstuhl.

### Ehemalige Mitglieder
Pedro Lenz, Schön & Gut, Svenja Hermann, Tanja Kummer, Werner Rohner, Michael Schmid, Marc Rychener (Präsident 2004–2008), Nathalie Schmid, Simon Froehling, Corina Freudiger, Miriam Erni, Andreas Heusser, 

### Gastkünstler (Freiraum)
Adam Knight (UK), Klaengur Gunnarsson (Is), Elisa Tosoni (It), Franz Wanner (D), Celeste Najt (Arg), Antonio Bigini (It), Félicia Atkinson (Be), Marguerite van Sandick (NL), Enzo Comin (It), Tino Hanekamp (D), Iman I. (Äthiopien), Emilie Ouroumov (Bul), Anna Rosa Stohldreier (D), Claudia Bröer (D), Till Müller-Klug (D), Ada Dorian (D), Agnieska Kozlowska (Pol), Patricia Bucher (D/CH), Alice McCabe (UK), Daniela Lettner (A), Emma Nilsson (D), Esther Ernst (D/CH), Bart Hoevenaars (NL), Sascha Hommer (D), Piotr Jaros (Pol), Simon Hari aka King Pepe (CH)